# Úrvalsdeild 1974
Đây là kết quả của Úrvalsdeild, giải cao nhất trong hệ thống bóng đá Iceland năm 1974.

## Tổng quan
Có 8 đội tham gia, và ÍA giành chức vô địch. Teitur Þórðarson của ÍA là vua phá lưới với 9 bàn thắng.

## Bảng xếp hạng
| Vị thứ | Câu lạc bộ | St | T | H | B | BT | BB | HS  | Đ  |
| 1      | ÍA         | 14 | 9 | 5 | 0 | 24 | 10 | +14 | 23 |
| 2      | Keflavík   | 14 | 7 | 5 | 2 | 24 | 12 | +12 | 19 |
| 3      | Valur      | 14 | 4 | 6 | 4 | 18 | 18 | +0  | 14 |
| 4      | ÍBV        | 14 | 3 | 7 | 4 | 20 | 20 | +0  | 13 |
| 5      | KR         | 14 | 4 | 5 | 5 | 16 | 19 | -3  | 13 |
| 6      | Fram       | 14 | 3 | 6 | 5 | 19 | 20 | -1  | 12 |
| 7      | Víkingur   | 14 | 2 | 7 | 5 | 14 | 19 | -5  | 9  |
| 8      | ÍBA        | 14 | 3 | 3 | 8 | 16 | 33 | -17 | 9  |